# Liste des quartiers sociologiques de Montréal

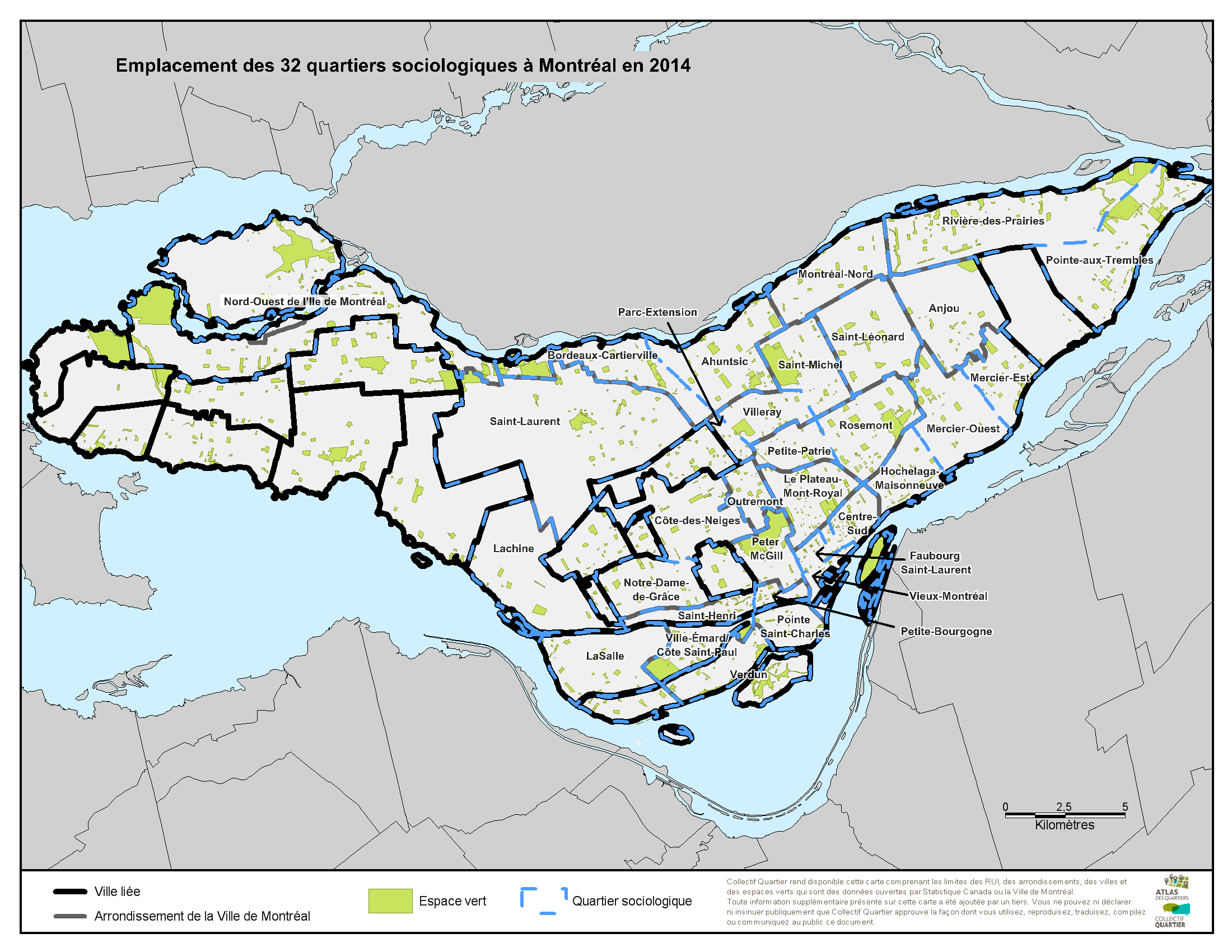
Quartiers sociologiques de Montréal.

La Ville de Montréal a identifié un certain nombre de quartiers qu'elle qualifie de « quartiers sociologiques ». Selon les critères qu'elle a établi, un quartier sociologique constitue un territoire montréalais, possédant une table de concertation locale, qui se distingue selon l'appartenance, les enjeux en présence, l'organisation sociocommunautaire et l'histoire du quartier. Au nombre de 32, ces quartiers sociologiques ne recouvrent pas l'ensemble du territoire de la ville et sont souvent d'anciennes villes et villages ou des arrondissements.
Le concept de quartier sociologique et l'attribution de cette qualification pour certains quartiers est tributaire de l'administration de la Ville de Montréal et ne constitue pas systématiquement une réalité sociologique. D'autres quartiers pouvant être qualifiés de sociologiques existent dans la ville. 

## Liste alphabétique
- Ahuntsic
- Anjou
- Cartierville
- Centre-Sud
- Côte-des-Neiges
- Faubourg Saint-Laurent
- Hochelaga-Maisonneuve
- Lachine
- LaSalle
- Le Plateau-Mont-Royal
- Mercier-Est
- Mercier-Ouest
- Montréal-Nord
- Nord-Ouest de l'Île de Montréal
- Notre-Dame-de-Grâce
- Outremont
- Parc-Extension
- Peter-McGill
- Petite-Bourgogne
- Petite-Patrie
- Pointe-aux-Trembles
- Pointe-Saint-Charles
- Rivière-des-Prairies
- Rosemont
- Saint-Henri
- Saint-Laurent
- Saint-Léonard
- Saint-Michel
- Verdun
- Vieux-Montréal
- Ville-Émard/Côte-Saint-Paul
- Villeray